# Рикардо Лондоньо
Рикардо Лондоньо (на испански: Ricardo Londoño) е пилот от Формула 1.
Роден на 8 август 1949 година в Меделин, Колумбия.

## Формула 1
Рикардо Лондоньо прави своя дебют във Формула 1 в Голямата награда на Бразилия през 1981 година. В световния шампионат записва само едно състезание, като не успява да спечели точки, състезава се за отбора на Инсайн.